# Porter Airlines
Pour les articles homonymes, voir Porter.
Raffinée sur toute la ligne
Porter Airlines (code AITA : PD ; code OACI : POE ou PTR en fonction de l’appareil) est une compagnie aérienne régionale canadienne, qui a commencé son activité en octobre 2006 au départ de l'aéroport Billy Bishop de Toronto, situé en centre-ville de Toronto (Ontario, Canada). Porter Airlines est une filiale de Porter Aviation Holdings Inc. Ses investisseurs incluent EdgeStone Capital Partners, Borealis Infrastructure, GE Asset Management Incorporated et Dancap Private Equity Inc.
La compagnie se présente comme une alternative à l'utilisation des grosses plateformes encombrées de Toronto-Pearson et Pierre-Elliott-Trudeau à Montréal. Porter Airlines propose des repas complets, des en-cas et des boissons alcoolisées et non-alcoolisées sur tous les vols, mais aussi un salon VIP et un centre d'affaires dans ses locaux de Toronto et d'Ottawa.
Ses destinations se situent principalement au Canada et développe de plus en plus de routes vers les États-Unis grâce à sa nouvelle flotte d’Embraer 195-E2 de dernière génération avec des destinations dans l’ouest américain telles que Los Angeles, San Francisco, Palm Springs (Californie) ou Phoenix (Arizona), ainsi qu’en Floride avec la reprise des liaisons effectuées par Air Transat comme Miami, Fort Lauderdale et de nouvelles destinations telles que Fort Myers ou Tampa pour ne citer qu’elles. Porter envisage aussi des routes à destinations des Caraïbes avec une première liaison envisagée notamment vers Nassau (Bahamas), sans date annoncée pour le moment. Cependant, son développement pourrait être freiné dans l'avenir par les réticences de la municipalité de Toronto, dont certains élus voient d'un très mauvais œil une augmentation des vols au départ de cet aéroport enclavé en zone urbaine et très sensible aux nuisances sonores et atmosphériques (pollution).
Il est annoncé le 27 février 2023 que Porter Airlines développera un nouveau terminal de passagers à l'aéroport de Saint-Hubert qui fournira des vols intérieurs dans tout le Canada. Le 16 août 2023, il est annoncé que l'ouverture du terminal est reportée à l'été 2025, puis, reportée de nouveau a l’hiver 2025/2026.
Le 28 novembre 2023, Air Transat et Porter annonce une coentreprise pour partager leur réseau.

## Destinations
- Canada
  - Calgary
  - Saskatoon
  - Edmonton
  - Vancouver
  - Fredericton
  - Moncton
  - St. John's
  - Halifax
  - Charlottetown (commence 17 mai 2023)
  - Mont Tremblant
  - Québec
  - Montréal
  - Muskoka
  - Ottawa
  - Sault Sainte-Marie
  - Sudbury
  - Timmins
  - Thunder Bay
  - Toronto
  - Windsor
- États-Unis
  - Washington D.C
  - Chicago
  - Myrtle Beach
  - New York
  - Boston

## Prix
Porter Airlines a été élue meilleure compagnie aérienne régionale en Amérique du Nord en 2009 selon Skytrax. De plus, elle est classée 4 étoiles Skytrax.

## Flotte
La Flotte de Porter comptait les appareils suivants au mois de janvier 2025,,,
| Appareils       | En Service | Commandes | Options | Passagers | Notes |
| --------------- | ---------- | --------- | ------- | --------- | ----- |
| Bombardier Q400 | 29         | -         | -       | 74        |       |
| Embraer E195-E2 | 44         | 31        | 25      | 132       |       |
| Total           | 61         | 31        | 25      |           |       |

## Galerie

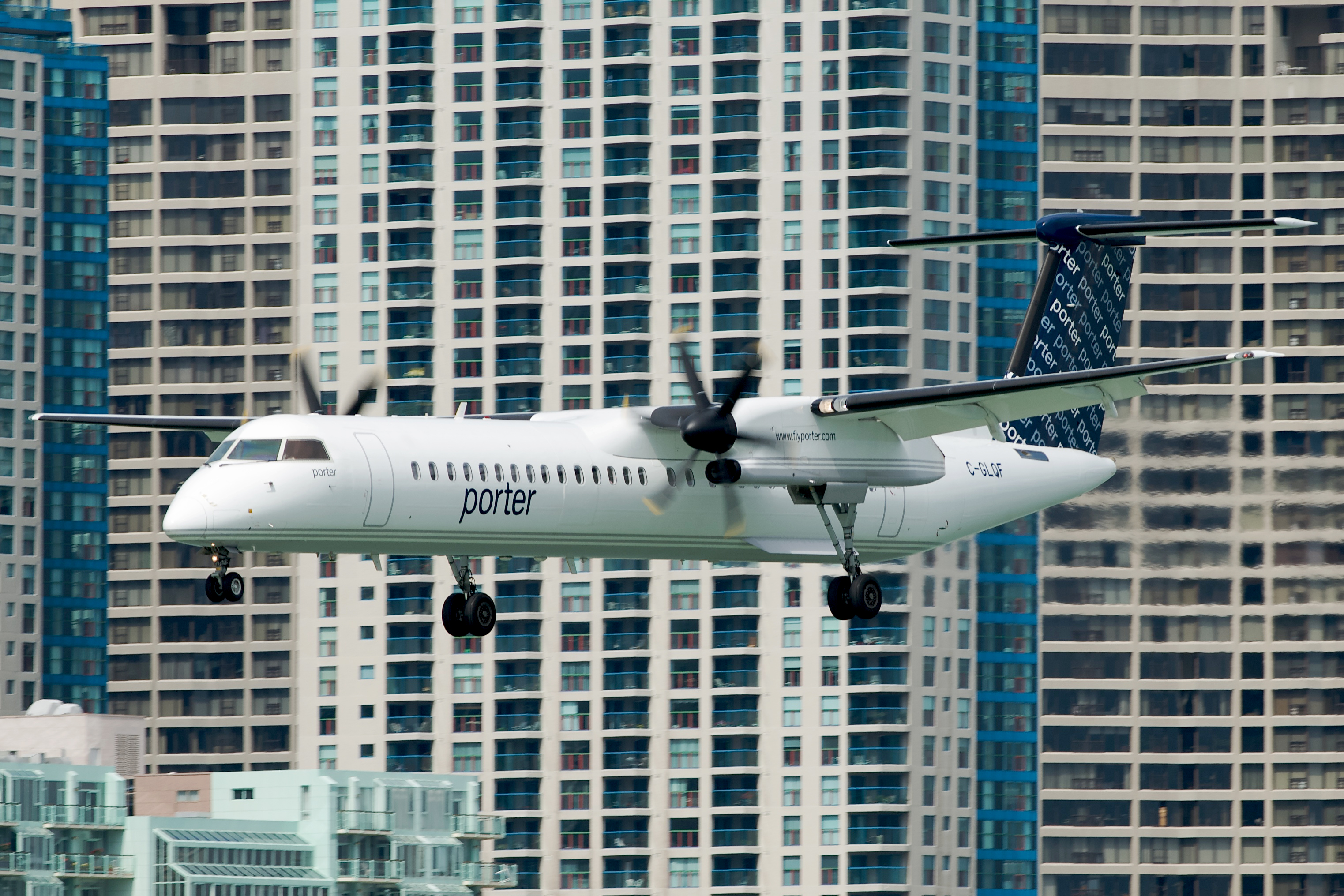
Bombardier Dash 8 à YTZ
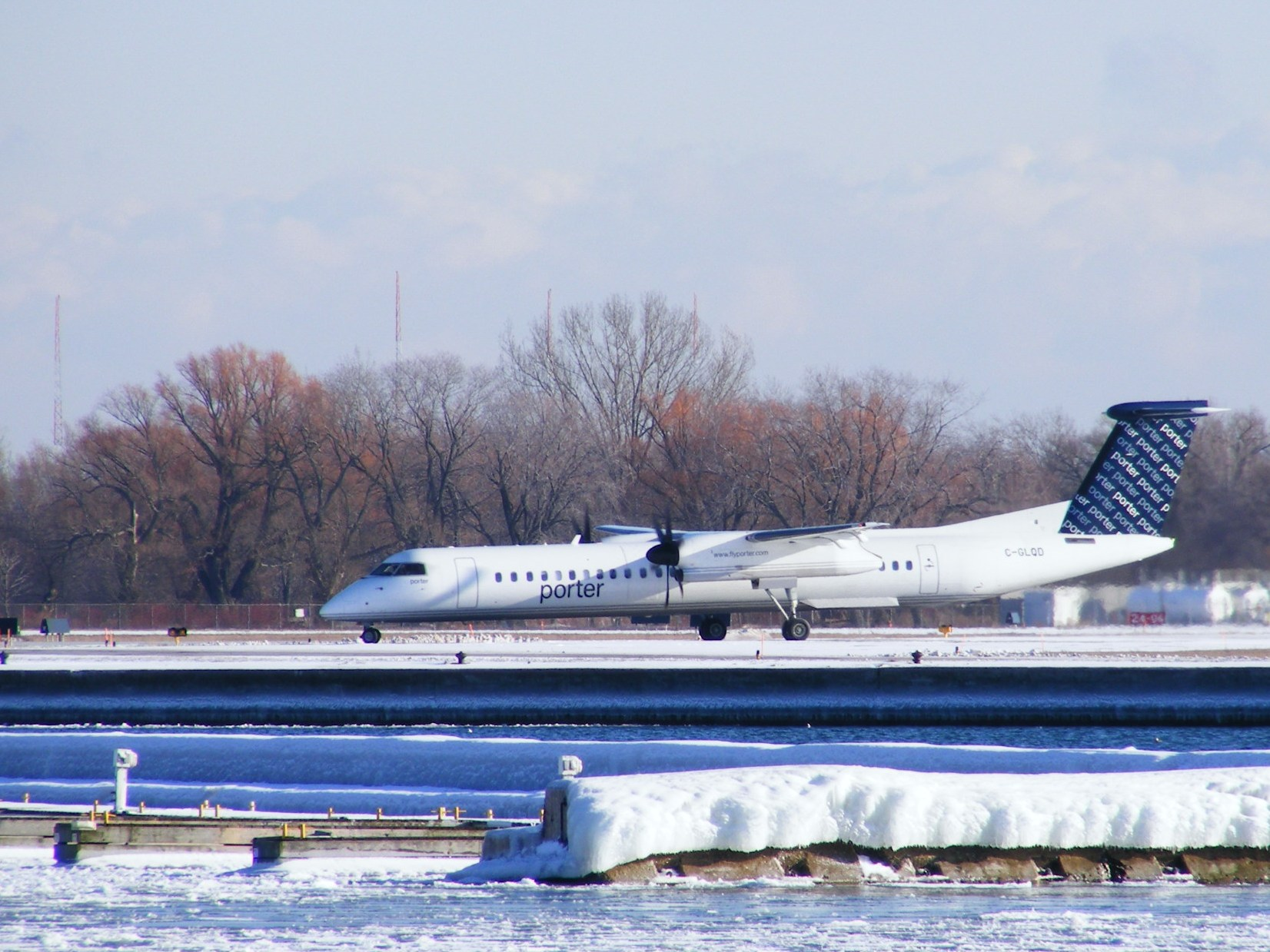
Bombardier Dash 8 à YTZ
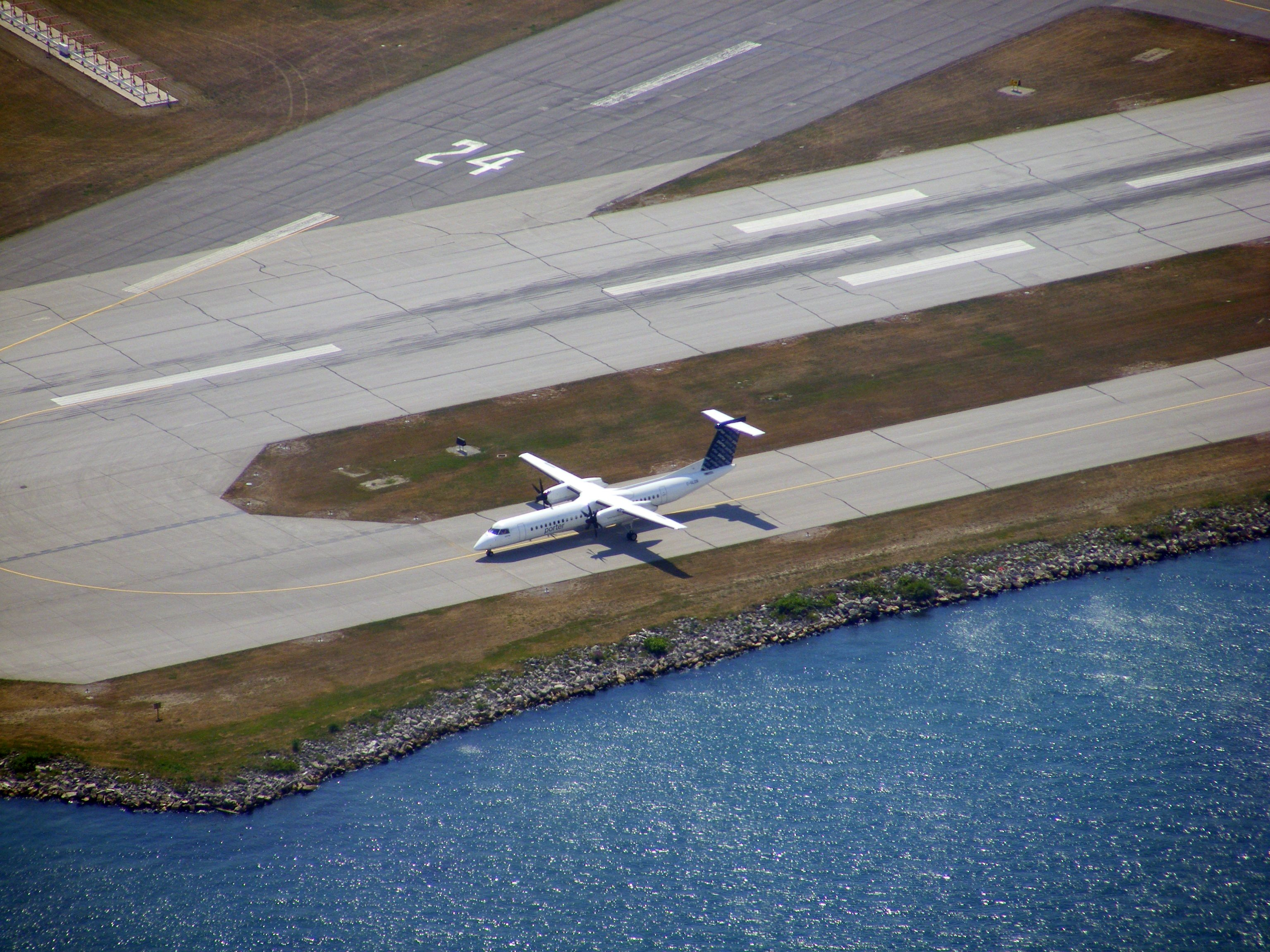
Bombardier Dash 8 à YTZ